# Pentwater (Míchigan)
Pentwater es una villa situada en el condado de Oceana, Míchigan, Estados Unidos. Tiene una población estimada, a mediados de 2023, de 902 habitantes.

## Geografía
La localidad está ubicada en las coordenadas 43°46′47″N 86°25′48″O / 43.77972, -86.43000. Según la Oficina del Censo, tiene una superficie total de 4.5 km², de los cuales 3.5 km² corresponden a tierra firme y 1.0 km² están cubiertos de agua.

## Demografía
Según el censo de 2020, en ese momento había 890 personas residiendo en la localidad. La densidad de población era de 254.3 hab./km². El 94.16% de los habitantes eran blancos, el 0.22% eran afroamericanos, el 0.34% eran amerindios, el 0.22% eran asiáticos, el 1.01% eran de otras razas y el 4.04% eran de una mezcla de razas. Del total de la población, el 3.48% eran hispanos o latinos de cualquier raza.